# 顺河街道 (宿迁市)
顺河街道是中华人民共和国江苏省宿迁市宿豫区下辖的一个街道办事处。
2014年2月19日，江苏省人民政府批复同意撤销顺河镇，以原顺河镇的卓圩、文昌、祥盛、京东、周石庄、陆河、张圩、蔡老庄、陆槽坊、椿树等10个居委会区域设立顺河街道办事处，并将林苗圃划归顺河街道办事处管理，街道办事处驻扬子江路8号。

## 行政区划
顺河街道下辖以下村级行政区划单位：
祥盛社区、京东社区、卓圩社区、文昌社区、陆河社区、陆槽坊社区、椿树社区、张圩社区、蔡老庄社区和周石庄社区。